# Mira J. Spektor
Mira Josefowitz Spektor (* 8. November 1928 in Berlin; † 28. November 2021 in New York City) war eine US-amerikanische Komponistin und Lyrikerin.

## Leben
Mira Josefowitz wurde in Berlin geboren – als Tochter einer russisch-litauisch-jüdischen Familie, die vor den Pogromen geflüchtet war. In der Zeit des Nationalsozialismus musste die Familie erneut emigrieren und lebte bis 1939 u. a. in Paris. Über die Schweiz, Italien und Portugal gelangte sie mit der SS Washington 1940 in die USA. Mira Josefowitz besuchte das Sarah Lawrence College und studierte an der Mannes School und der Juilliard School of Music. Nach der Heirat mit Eryk Spektor 1950 nannte sie sich Mira J. Spektor. 1975 gründete sie The Aviva Players, ein Ensemble, das sich der Aufführung von Vokal- und Kammermusik weiblicher Komponisten des zwölften bis einundzwanzigsten Jahrhunderts widmet. Ferner war sie Mitglied der Dramatists Guild of America und der League of Professional Theater Women.

## Schaffen
Neben Opern und Musicals komponierte Spektor Film- und Fernsehmusiken, Vokalwerke und Kammermusik. Die in den 70er Jahren entstandene Housewives’ Cantata, ein „feministisches Musical“ mit Nummern wie Dirty Dish Rag, Apartment Lament und Adultery Waltz, wurde,  u. a. von Cheryl Crawford produziert, zu einem Off-Broadway-Erfolg. Ihre Oper Lady of the Castle, ein Drama über das Leben nach dem Holocaust, wurde in New York, Berlin und London aufgeführt. Spektor erhielt mehrere Preise von Meet the Composers.
Neben ihren musikalischen Werken erschienen von Spektor u. a. auch die beiden Sammlungen von Gedichten From Seaside Houses und The Road to November.

## Werke
- Lady of the Castle, Oper nach einem Schauspiel von Lea Goldberg
- Passion of Lizzie Borden, Kurzoper nach Gedichten von Ruth Whitman
- Mary Shelley - Scenes from her Life, Oper nach einem Libretto von Colette Inez
- Casino, Mini-Oper nach eigenen Texten
- Ladies of Romance, Mini-Oper nach Gedichten von June Siegel
- The Housewives' Cantata, Musical nach Texten von June Siegel
- Give Me Time, Kurz-Musical nach Texten von June Siegel
- Two Microbes from Mars, Science-Fiction-Kurz-Musical
- Three Songs for Baritone nach Texten von Colette Inez, Phyllis McGinley und Mira J. Spektor
- Indian Serenade für Tenor und Klavier nach Percy Bysshe Shelley
- Two Songs on Poems by Lilly Nussbaum für Sopran und Klavier
- Two Bedtime Songs
- Two Songs on Poems by William Dickey
- Trois Chansons Francaise - Three French Songs für Mezzosopran und Klavier, Texte von Anna de Noailles, Rutebeuf und Mira J. Spektor
- Drei Neue Lieder - Three German Songs nach Texten von Johann Wolfgang von Goethe
- Three Cabaret Songs
- Four Songs on Poems by Ruth Whitman für mittlere Stimme, Flöte oder Violine und Cello
- Love is More Thicker Than Forget für dreistimmigen Frauenchor, Violine und Klavier nach E. E. Cummings
- Voice in the Wind, Vokalise für Mezzosopran und Cello oder Tonband
- Magen Yerushalaim für zweistimmigen Kinderchor
- Summer & Winter Songs für Mezzosopran und Harfe oder Klavier nach eigenen Texten
- Provincetown Suite für Flöte, Violine und Klavier
- Trio: Voices für Violine, Klarinette und Cello
- Inbal's Cello Song für Cello und Klavier
- Filmmusik zu Art in Its Soul
- Filmmusik zu Serious Comics
- Filmmusik zu Lahav Hatzui
- Filmmusik zu Death Strip
- Musik zum Schauspiel Galina lives von Bernice Lee